# Luigi Mastrangelo
Luigi Mastrangelo (ur. 17 sierpnia 1975 w Mottoli) – włoski siatkarz, trzykrotny medalista olimpijski i mistrz Europy. Występował na pozycji środkowego.
W 2013 roku brał udział we włoskim programie rozrywkowym Ballando con le stelle (Dancing with the Stars. Taniec z gwiazdami), w jesiennej 9 edycji.

## Życiorys

### Kariera Klubowa
Ze swojego rodzinnego miasta wyjechał do Matery, a stamtąd trafił do Mediolanu. Następnie występował w drużynach VBC Mondovì, Formaggi Sardi Sant’Antioco, Noicom Alpitour Cuneo. Zawsze pozostał wierny włoskim klubom. Miał bardzo dużo ofert z zagranicznych klubów, jednak z żadnej nie skorzystał. Kolejnym etapem w karierze Mastrangelo był ślub i przeprowadzka do Maceraty. Tam podpisał kontrakt z miejscowym klubem, w którym występował aż do końca sezonu 2003/2004. Grał z takimi graczami jak Andrija Gerić czy Ivan Miljković. Następnie występował w Cimone Modena (sezon 2005/2006), M. Roma Volley (2006–2008), Stamplast Martina Franca (2008–2009) i Bre Banca Lannutti Cuneo (2009–2013).

### Kariera reprezentacyjna
W reprezentacji po raz pierwszy pojawił się w 28 maja 1999 podczas meczu Ligi Światowej przeciwko Australii. Włosi wygrali wtedy 3:0. Kolejną szansę otrzymał podczas Mistrzostw Europy w Wiedniu, w 1999. Wtedy też trener Andrea Anastasi, w jednym z meczów posadził na ławkę rezerwowych wielką gwiazdę – Andreę Gardiniego i postanowił, że w wyjściowym składzie zagra Mastrangelo. Po tym spotkaniu okrzyknięto Luigiego gwiazdą. Włosi zdobyli wtedy złoty medal. Również po tych zawodach najmocniejsze kluby świata rozpoczęły walkę o transfer Mastrangelo. Na kolejnych Mistrzostwach Europy, Włosi obronili tytuł, a w finałowym meczu Luigi Mastrangelo zdobył 13 punktów blokiem. Dzięki temu zdobył nagrodę dla najlepszego blokującego tych Mistrzostw.
Mastrangelo czterokrotnie wystąpił na igrzyskach olimpijskich, podczas których zdobył trzy medale. Na Igrzyskach Olimpijskich 2000 w Sydney wywalczył brąz, na Igrzyskach Olimpijskich 2004 w Atenach srebro, a na Igrzyskach Olimpijskich 2012 w Londynie ponownie brąz. Na Igrzyskach Olimpijskich 2008 w Pekinie Włosi zajęli 4. miejsce.

## Sukcesy klubowe
Superpuchar Europy:
- 1997

Puchar Europy Zdobywców Pucharów:
- 1998

Mistrzostwo Włoch:
- 2010[5]
- 1998, 2011

Puchar Włoch:
- 1999, 2002, 2003, 2011

Superpuchar Włoch:
- 1999, 2010

Puchar CEV:
- 2002, 2005, 2008, 2010
- 1999, 2000, 2003

Liga Mistrzów:
- 2013

## Sukcesy reprezentacyjne
Liga Światowa:
- 1999, 2000
- 2001, 2004
- 2003

Mistrzostw Europy:
- 1999, 2003, 2005
- 2011

Igrzyska Olimpijskie:
- 2004
- 2000, 2012

Puchar Świata:
- 2003

Puchar Wielkich Mistrzów:
- 2005

Memoriał Huberta Jerzego Wagnera:
- 2011

## Nagrody i wyróżnienia
- 1999: Najlepszy zagrywający zawodnik Ligi Światowej
- 2001: Najlepszy zagrywający zawodnik Ligi Światowej
- 2003: Najlepiej blokujący zawodnik Mistrzostw Europy
- 2004: Najlepszy blokujący zawodnik Ligi Światowej
- 2005: Najlepszy blokujący zawodnik Mistrzostw Europy
- 2008: Najlepszy blokujący i zagrywający zawodnik Pucharu CEV
- 2010: Najlepszy blokujący zawodnik Pucharu CEV
- 2011: Najlepszy blokujący Memoriału Huberta Jerzego Wagnera

## Odznaczenia
- 21 lipca 2000 został odznaczony Orderem Zasługi Republiki Włoskiej V klasy[6].
- 27 września 2004 został odznaczony Orderem Zasługi Republiki Włoskiej IV klasy[7].